# Höckerechsen
Die Höckerechsen (Xenosaurus) sind eine Gattung aus der Ordnung der Schuppenkriechtiere (Squamata).
Sie sind in Mexiko und Mittelamerika beheimatet. Ihre engsten Verwandte sind die Schleichen und die Ringelschleichen. Unter ihren Schuppen haben sie nicht miteinander verwachsene Knochenplatten. Sie verfügen über gut entwickelte Extremitäten.

## Systematik
Höckerechsen gehören zu den Schleichenartigen i. e. S. (Diploglossa) und sind die Schwestergruppe eines gemeinsamen Taxon aus Schleichen (Anguidae) und Krustenechsen (Helodermatidae). Die früher zu den Xenosauridae gezählte Chinesische Krokodilschwanzechse (Shinisaurus crocodilurus) wird heute in der monotypischen Gattung Shinisaurus in die monogenerische Familie Shinisauridae gestellt.

### Arten
- Gemeine Höckerechse (Xenosaurus grandis (Gray, 1856))
- Xenosaurus fractus Nieto-Montes de Oca, Sánchez-Vega & Durán-Fuentes, 2018[2]
- Xenosaurus newmanorum Taylor, 1949
- Xenosaurus penai Pérez Ramos, De La Riva & Campbell, 2000
- Xenosaurus phalaroantheron Nieto-montes De Oca, Campbell & Flores-villela, 2001
- Xenosaurus platyceps King & Thompson, 1968
- Xenosaurus rectocollaris Smith & Iverson, 1993

Eine ausgestorbene Art der Xenosauridae aus dem Eozän wurde von ihren Entdeckern Blutwurstia oliviae genannt. Der Gattungsname wurde deshalb gewählt, weil das Hautmuster der verwandten Art X. platyceps bei den Autoren eine Assoziation mit Blutwurst erzeugte.